# رکاب‌زنان در پی شمس
رکاب‌زنان در پی شمس: از تبریز تا قونیه، از قونیه تا دمشق کتابی به نویسندگی حسن کرمی قراملکی و ویراستاری نادر صادقیان است که در سال ۱۳۹۶ توسط نشر ستوده به زبان فارسی منشتر شد. این کتاب در زمینه مستند نگاری بوده و در زمستان ۱۳۹۷ در فهرست نامزدهای دریافت جایزه کتاب سال قرار گرفت.
کتاب رکاب‌زنان در پی شمس: از تبریز تا قونیه، از قونیه تا دمشق به عنوان یکی از برگزیدگان سی و ششمین دوره کتاب سال ایران انتخاب شد.
مراسم سی و ششمین دوره جایزه کتاب سال و بیست و ششمین دوره جایزه جهانی کتاب سال با حضور حسن روحانی، رئیس‌جمهوری ایران ۱۶ بهمن ۱۳۹۷ در تالار وحدت برگزار شد.

## دربارهٔ کتاب
در پشت جلد کتاب آمده است:
«دوست عزیز این کتاب را که باز کنی، در سفری با دوچرخه به دوردست‌های آشنا، همسفر من خواهی بود. ای همسفر جای هیچ بهانه‌ای همچون آماده نبودن تن، نداشتن دوچرخه و... نیست! فقط دستم را بگیر و بر تَرک دوچرخه‌ام بنشین تا باهم از «تبریز» (دیار شمس) «رکاب‌زنان در پی شمس» به‌سوی «قونیه» (دیار مولانا) روان شویم. سفر ما سیر آفاق خواهد بود و سیر در خویشتن و سیر در تاریخ. ما در کوچه‌های خستۀ تاریخ در محدودۀ هشت‌صدساله‌ای سیال خواهیم بود و از فضای این کوچه‌ها رایحۀ عشق آسمانی «شمس» و «مولانا» را خواهیم گرفت. در قونیه نیز به کاروان مولانا که راهی «دمشق» است، خواهیم پیوست و غرق در اشتیاق یافتن شمس، به دمشق، شهر «ابن‌عربی» و محل حشرونشر مولانا و شمس خواهیم رفت. سفر ما پراست از پنجره‌هایی که از آن‌ها به تاریخچۀ اماکنی که در آن حضور داریم، نگاهی خواهیم انداخت. بیشتر این پنجره‌ها رو به روزگار شمس و مولانا باز می‌شود. دوست من لازم نیست دست‌پر باشی، فقط کافی است دل خود را صاف کنی. همه‌چیز در خورجین من وجود دارد. خورجین من پر است از اطعمه و غذاهای روح‌افزا و فرح‌بخش. کوله‌بار من لبریز از کتاب‌هایی همچون «مثنوی معنوی»، «دیوان شمس»، «فیه مافیه»، «مقالات شمس» و ... است. نترس باوجود این گنجینه‌ها جای هیچ کسالت و بیهودگی نیست. پس ای همسفر بقول معروف «پروا مکن بشتاب»، جاده‌ها با جیرجیرک‌های عاشق و گل‌های آفتابگردانش ما را می‌خواند.»

## جوایز
- کتاب برگزیده سال 1397[۴]

## کتاب سال
کتاب سال عنوان یک جایزه نیمه‌دولتی ایرانی است که هر ساله در بهمن ماه توسط خانه کتاب ایران با تأیید نهایی وزیر فرهنگ و ارشاد اسلامی به نویسندگان برگزیده و شایسته تقدیر در بخش‌های کلیات، فلسفه و روانشناسی، دین، علوم اجتماعی، زبان، علوم کاربردی، هنر، ادبیات و تاریخ و جغرافیا اعطا می‌شود.
پیش تر این جایزه تحت عنوان جایزه سلطنتی کتاب سال از سوی بنیاد پهلوی به کتاب‌های برگزیدهٔ اهدا می‌شد و تا نوروز ۱۳۵۷ ادامه داشت.